# Teluk Aur
Teluk Aur is een bestuurslaag in het regentschap Rokan Hulu van de provincie Riau, Indonesië. Teluk Aur telt 2465 inwoners (volkstelling 2010).